# La Liebre
La Liebre är en ort i Mexiko.   Den ligger i kommunen Apaseo el Alto och delstaten Guanajuato, i den centrala delen av landet, 180 km nordväst om huvudstaden Mexico City. La Liebre ligger 2 111 meter över havet och antalet invånare är 138.
Terrängen runt La Liebre är platt åt nordväst, men åt sydost är den kuperad. Runt La Liebre är det ganska tätbefolkat, med 78 invånare per kvadratkilometer. Närmaste större samhälle är El Pueblito, 19,4 km norr om La Liebre. Omgivningarna runt La Liebre är en mosaik av jordbruksmark och naturlig växtlighet.